# برايان أوسبورن
برايان أوسبورن (بالإنجليزية: Brian Osborne)‏ هو ممثل بريطاني، ولد في 1940 في باث في المملكة المتحدة.

## وصلات خارجية
- برايان أوسبورن على موقع IMDb (الإنجليزية)
- برايان أوسبورن على موقع أول موفي (الإنجليزية)
- برايان أوسبورن على موقع قاعدة بيانات الأفلام السويدية (السويدية)
- برايان أوسبورن على موقع قاعدة بيانات الفيلم (الإنجليزية)
- برايان أوسبورن على موقع كينوبويسك (الروسية)